# نوپسرها اندمنیکا
نوپْسِرها اَندَمَنیکا یک گونه سوسک از خانوادهٔ سوسک‌های شاخک‌دراز است . استفان فون برونینگ در سال ۱۹۶۰ آن را توصیف و بررسی کرد.